# Carlos II de Rumania
Carlos II de Rumanía (en rumano, Carol al II-lea al României; Sinaia, Rumania, 15 de octubre de 1893-Estoril, Portugal, 4 de abril de 1953) fue rey de Rumanía desde junio de 1930 hasta su abdicación el 6 de septiembre de 1940. Era el hijo mayor de Fernando I y se convirtió en príncipe heredero tras la muerte de su tío abuelo, el rey Carlos I en 1914. Fue el primero de los reyes Hohenzollern de Rumania en nacer en el país; sus dos predecesores habían nacido en Alemania y solo llegaron a Rumanía cuando eran adultos. Como tal, fue el primer miembro de la rama rumana de los Hohenzollerns que hablaba rumano como su primer idioma, y también fue el primer miembro de la familia real que se crio en la fe ortodoxa. Carlos también era fanático del fútbol, siendo presidente de la Federación Rumana de Fútbol durante casi un año desde 1924 hasta 1925.
La primera controversia de Carlos fue su deserción del ejército durante la Primera Guerra Mundial seguida de su matrimonio con Zizi Lambrino, que resultó en dos intentos de renunciar a los derechos de sucesión a la corona real de Rumania, rechazados por el rey Fernando. Tras la disolución de su matrimonio, realizó un largo viaje alrededor del mundo, al final del cual conoció a la Princesa Helena de Grecia y Dinamarca, hija del rey Constantino I de Grecia. Se casaron en marzo de 1921 y tuvieron un hijo ese mismo año, el príncipe Miguel I. La continuación de sus relaciones con Elena Lupescu lo obligó a renunciar a sus derechos sucesorios en 1925 y abandonar el país. Su nombre fue retirado de la casa real de Rumania por el rey Fernando. Carlos se mudó a Francia con Lupescu, bajo el nombre de Carlos Caraiman. Miguel heredó el trono tras la muerte del rey Fernando en 1927. La princesa Helena finalmente se divorció de Carlos en 1928.
En la crisis política creada por la muerte de Fernando I e Ion Brătianu, así como la ineficaz regencia del príncipe Nicolás de Rumania, Miron Cristea y Gheorghe Buzdugan. A Carlos se le permitió regresar a Rumania en 1930 y su nombre fue restaurado por la casa real de Rumania, destronando a su propio hijo. Su reinado estuvo marcado al principio por los efectos de la gran crisis económica y financiera. Carlos II debilitó el sistema de partidos, a menudo designando facciones minoritarias de partidos históricos para el gobierno e intentando formar gobiernos concentrados a nivel nacional, como el gobierno de Iorga-Argetoianu. También permitió la formación de una cámara corrupta a su alrededor, bajo el patrocinio de Elena Lupescu. Aprovechando la crisis política de las elecciones de diciembre de 1937, donde ningún partido logró la mayoría absoluta y no se pudo formar una coalición por desacuerdos entre el Partido Nacional Liberal y los que pudieron haber formado mayoría con ellos, el Partido Nacional Campesino. y la Guardia de Hierro, Carlos estableció una dictadura real en 1938 al eliminar la constitución de 1923 y abolir los partidos políticos, reemplazado por un solo partido, el Frente Nacional del Renacimiento, compuesto en su mayoría por exmiembros del Partido Nacional de Campesinos y el Partido Nacional Cristiano patrocinado por el rey. El Frente Nacional del Renacimiento fue el último de varios intentos de contrarrestar la popularidad de la Guardia de Hierro fascista.
Tras el inicio de la Segunda Guerra Mundial, Carlos II reafirmó la Alianza Polaco-Rumana; sin embargo, Polonia rechazó la asistencia militar, que deseaba seguir el plan rumano de cabeza de puente que requería una Rumania neutral. Tras la caída de Polonia y la participación de la URSS, Carlos II mantuvo una política de neutralidad. Después de la caída de Francia, la política de Carlos II cambió hacia el realineamiento con la Alemania nazi con la esperanza de obtener una garantía alemana. Sin embargo, no estaba al tanto de las cláusulas secretas del pacto Ribbentrop-Molotov que haría que Rumania perdiera partes significativas de su territorio. El año 1940 marcó la fragmentación de la Gran Rumania por la pérdida de Besarabia y el norte de Bucovina ante la URSS, el norte de Transilvania a Hungría y el sur de Dobruja a Bulgaria. Aunque finalmente se logró una garantía alemana, la situación tuvo un efecto desastroso en la reputación del rey Carlos II. La reorientación de la política exterior de Rumanía hacia la Alemania nazi no pudo salvar al régimen del rey Carlos II, que se vio obligado a abdicar por el general Ion Antonescu, recién nombrado primer ministro. Y fue sucedido por su hijo Miguel. Se le permitió salir del país con un tren especial cargado de fortunas, la Guardia de Hierro hizo un intento de asesinato, que disparó contra el tren. Después de la Segunda Guerra Mundial, Carlos II quiso volver al timón del país y destronar a su hijo  Finalmente se casó con Elena Lupescu y murió en el exilio.

## Juventud y años veinte

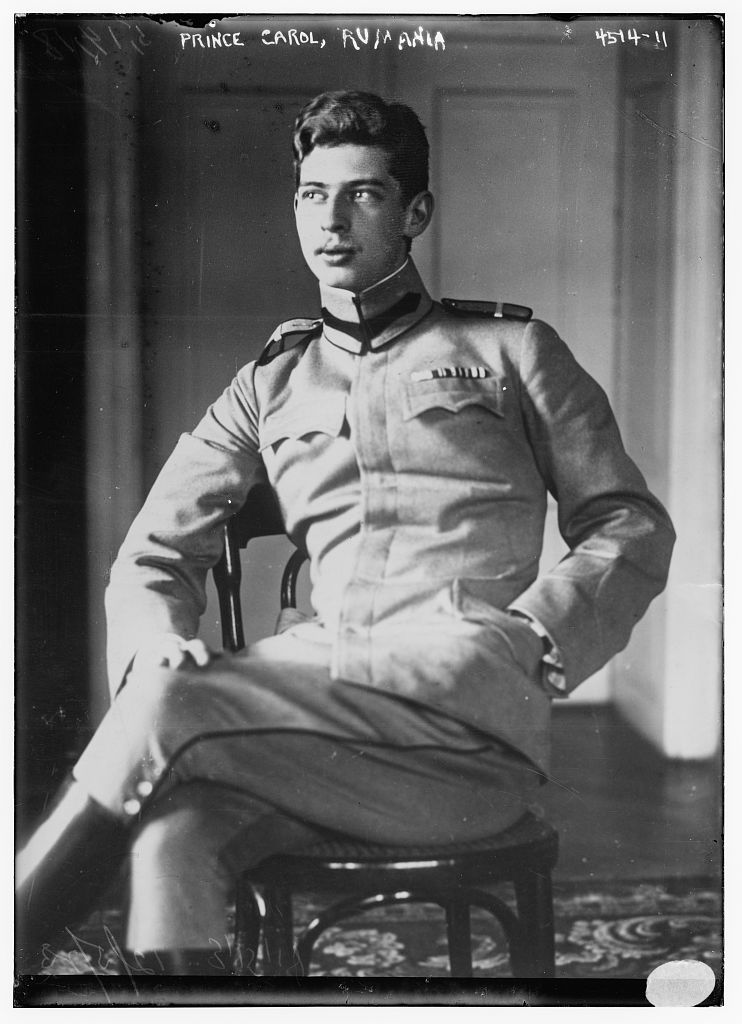
El Príncipe Heredero Carlos de Rumania en 1918.

Cursó estudios militares en Potsdam antes del estallido de la Primera Guerra Mundial. Durante su estancia en Alemania adquirió admiración por la fuerza y eficacia del ejército alemán, que mantuvo durante su reinado.
En 1918, durante la estancia de la corte en Iași tras la desastrosa campaña del otoño de 1916 que obligó al gobierno a evacuar la capital, estableció relaciones con una plebeya, Zizi Lambrino, con la que contrajo matrimonio en la catedral de Odesa, en contra del parecer de sus padres y del gobierno. Tras el regreso de la pareja a Rumanía el gobierno presentó la validez del matrimonio ante el Tribunal Supremo, que lo invalidó antes de un año, para disgusto de Carlos. Carlos fue enviado como exilio interior Bistriţa donde conoció a su futura amante y posterior esposa, Magda Lupescu, por entonces esposa de un oficial del ejército. Más tarde se le envió a un viaje por todo el mundo para intentar que olvidase a su primera esposa. A su regreso de este, en Suiza, conoció a la que se convertiría en su segunda consorte, Elena de Grecia, princesa de la casa real griega y su prima segunda.
En marzo de 1921 casó con Elena en la Catedral Metropolitana de Atenas, pero el matrimonio fracasó. El fogoso Carlos y la recatada Elena resultaron incompatibles. En diciembre de 1925 se fugó con Magda Lupescu, hija de un comerciante judío y renunció al trono. El 28 de diciembre de 1925 se anunció su renuncia a sus derechos de sucesión en favor de su hijo Miguel, acción que la oposición del PNŢ no respaldó, rumoreándose que el dirigente liberal y primer ministro, Ionel Brătianu, antagonista de Carlos, había forzado al rey a excluir a aquel de la sucesión.
Carlos vivió cómodamente en el exilio entre Londres, París y los lugares turísticos de moda. Durante estos años se forjó una fama de disoluto y mujeriego, personaje habitual de la Prensa rosa. Algunos elementos se fijaron en él como posible fundamento de un nuevo sistema político en Rumanía, ajeno a la democracia, mientras que los liberales en el poder se le opusieron.

## Carácter
Tras haberse labrado en su juventud una fama de conquistador y vividor, en su madurez se mostró como un político astuto, desplazando a los partidos tradicionales del poder, aunque sin demostrar ser un estadista de valía. Con una inclinación notable hacia el ejercicio del poder y unas vagas ideas políticas, no contaba con ideas económicas sólidas propias, sino que se apoyó en los industriales que fueron ganando poder a lo largo de su reinado.

## Regreso, ascenso al trono y gobiernos nacional-campesinos

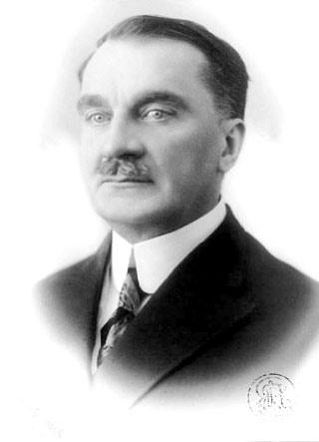
Iuliu Maniu, principal político nacional-campesino, adversario de Carlos al que se enfrentó por razones morales.

El 6 de junio de 1930 Carlos regresó por sorpresa a Bucarest en avión. Contó para su coronación con el apoyo de amplios sectores de la población que deseaban un monarca maduro que pudiese serenar la vida política.
Pronto el rey mostró que su ambición era una transformación diferente, rodeándose de partidarios, conocidos como "la camarilla" (camarilă), principalmente industriales, financieros y políticos de derecha. El rey se convirtió rápidamente en el centro de la vida política del país y comenzó una estrategia de minado de los partidos tradicionales, alentando disidencias internas y tratando de atraer a algunos descontentos.

## Gobiernos de transición y regreso de los liberales
Entre la renuncia de Maniu en octubre de 1930 y el regreso de los liberales al poder en noviembre de 1933 la situación del país fue más confusa de lo habitual. La crisis económica atenazaba al país y el sistema político semidemocrático comenzaba a desintegrarse y se fortalecían los movimientos extremistas. Carlos trató, infructuosamente, de reordenar la vida política de la nación. Pensaba que los partidos tradicionales habían perdido su razón de ser y deseaba sustituirlos por elementos más "modernos", introduciendo al principio un gobierno de personalidades, ajenas a los partidos. El 18 de abril de 1931 ponía en práctica su idea encargando la formación del nuevo gobierno al famoso historiador Nicolae Iorga, que compuso un gabinete de personalidades alejadas de los partidos principales. Inmediatamente Carlos anunció su intención de presidir los consejos de ministros semanalmente.
Pronto, sin embargo, surgió el desacuerdo entre el rey y su gobierno, debido a la crisis que hizo a este decidir reducir el sueldo de los funcionarios, medida a la que el soberano se opuso, forzando la renuncia de Iorga en junio de 1932. Hasta finales de 1933 se sucedieron diversos gobiernos de los nacional-campesinos, que no lograron mejorar la situación política ni económica, produciéndose a la vez una crisis en el partido. Tras cinco años alejados del gobierno los liberales del Partido Nacional Liberal (PNL) regresaron, primero de la mano del efímero Ion G. Duca, asesinado por la Guardia de Hierro en diciembre de 1933 y más tarde con Gheorghe Tătărescu que logró mantenerse a la cabeza del gobierno durante 4 años.
En los tres años desde su regreso a Rumanía y su ascenso al trono, Carlos no había logrado establecer el gobierno de personalidades ajenas a los partidos que deseaba, pero había aumentado notablemente su influencia en la política del país y había logrado comenzar la desintegración de los partidos tradicionales, especialmente de los nacional-campesinos, sumidos en una profunda depresión tras sus años de gobierno.

## El largo gobierno de Tătărescu
El rey acaparaba cada vez más poder político y mantuvo su desconfianza hacia los partidos políticos. Para competir con la creciente popularidad de la formación fascista de la Guardia de Hierro creó su propia organización juvenil, la Straja Ţării ("Guardia de la Patria") en 1934, mientras que el gobierno adoptó parcialmente las actitudes y parafernalia de la extrema derecha, tratando de aprovecharse de la popularidad de estas corrientes en el país, sumido aún en graves problemas sociales (miseria campesina) y económicos (Gran Depresión).
Comienza además en esta época un impulso a favor de la industrialización del país con el objetivo de acabar con el retraso del estado y el exceso de población campesina, que vivía mayoritariamente en la pobreza. Se favoreció entonces la industria, especialmente la Industria pesada, a costa del desarrollo rural e independientemente de su relación con la agricultura, ocupación abrumadoramente mayoritaria en el país. Esta tendencia, unida a la preferencia por una economía dirigida frente al liberalismo económico anterior, hizo que la política del país se fuese encaminando hacia un régimen corporativista.
La industrialización también conllevó una gran corrupción y un control por parte de la camarilla real de gran parte de la nueva industria del país, a menudo nada competitiva frente a la extranjera, pero protegida. La familia real con Carlos al frente estaba profundamente implicado en las sociedades industriales.
En política exterior se da un cambio en 1936: tras la tradicional cercanía a Francia, principal valedora de Rumanía en la Primera Guerra Mundial, el fracaso de esta para frenar el crecimiento del poderío alemán y la creciente incapacidad de la Sociedad de Naciones hacen que Carlos sustituya a su ministro de exteriores, el prooccidental Nicolae Titulescu y se haga cargo personalmente de la dirección de la política exterior de la nación. La destitución de Titulescu, opuesto a las tendencias autoritarias del rey, refuerzan aún más el poder político de este.

## Fascismo real

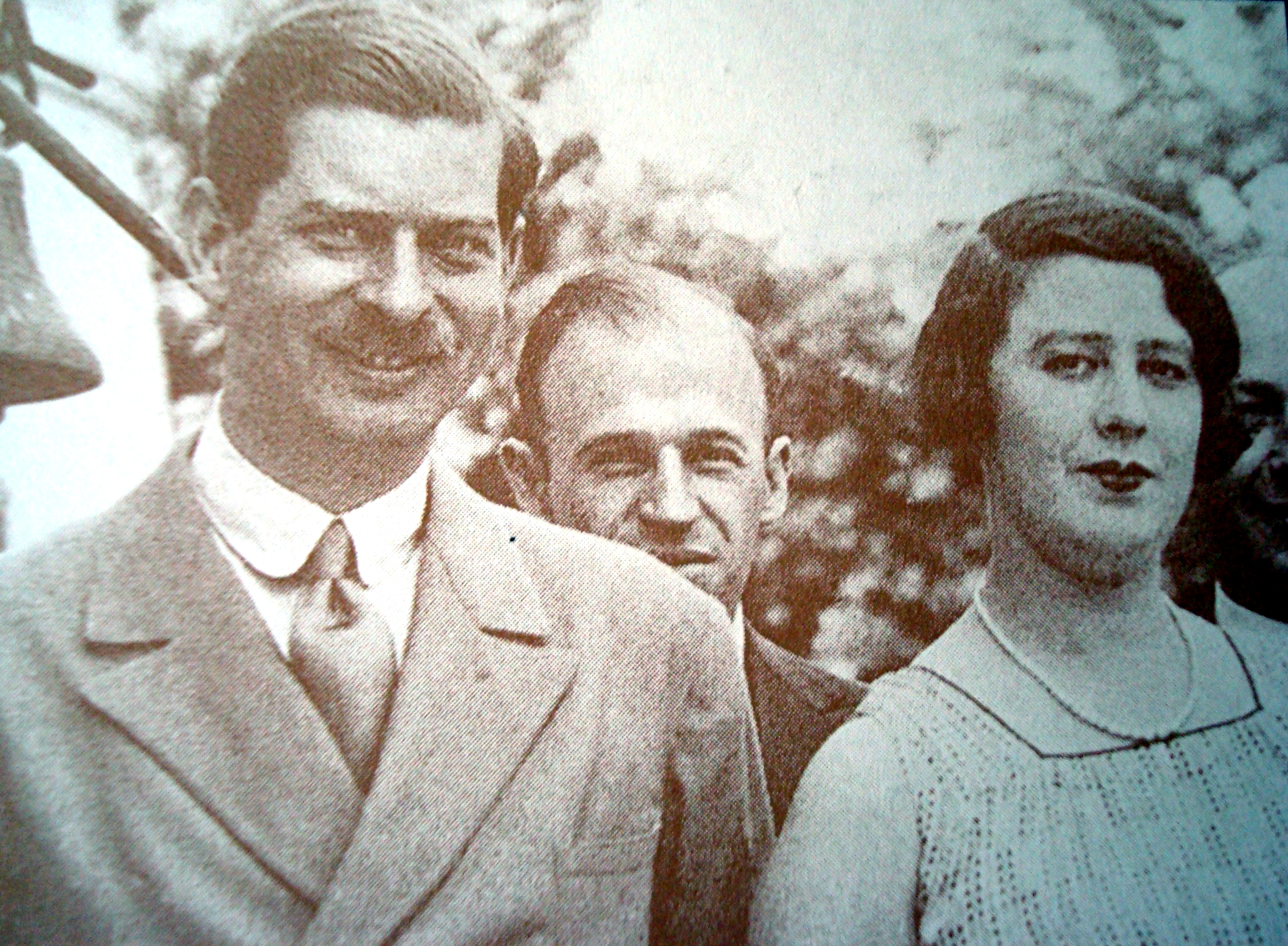
El rey junto a su amante y posterior esposa, Magda Lupescu.

En las elecciones de diciembre de 1937, la Legión se alía con otras formaciones políticas para evitar que el partido liberal alcance la mayoría absoluta. Lo logra. El rey, atraído por ciertas partes del ideario de Codreanu, decide, sin embargo, encargar la creación del nuevo gobierno a sus rivales del partido nacional cristiano de Cuza y Octavian Goga (9,7 % de los votos). Su amante judía y las duras críticas a sus colaboradores le alejan de Codreanu.
Se disolvió el nuevo parlamento y se tomaron medidas represivas para asegurar al nuevo gobierno real la mayoría y acabar con la fuerza de la Legión. Se aprobaron varias medidas contra los judíos (limitación de la educación, ciudadanía, derecho a la propiedad...). Goga, sin embargo, negocia con Codreanu, que decide no presentarse a las nuevas elecciones. El rey no aprueba esta nueva alianza entre los extremistas de derechas y despide a Goga.

## La dictadura real

### Eliminación de la Guardia de Hierro y crisis internacional
El 11 de febrero de 1938 el rey abolió la constitución, prohibió la existencia de partidos políticos, comenzando un régimen de dictadura real que durará hasta el 5 de septiembre de 1940. El rey nombró un gobierno títere, con el patriarca ortodoxo a la cabeza, que pronto fue sustituido por Armand Călinescu, hombre fuerte del régimen hasta su asesinato en septiembre de 1939. El gobierno no respondía ante el parlamento, sino ante el rey, que podía promulgar decretos-ley. El régimen fue descrito por el embajador alemán como nacionalista, cristiano y antisemita. El gobierno real adoptó las características típicas de los regímenes fascistas contemporáneos: partido único, uniformes militares, organizaciones juveniles nacionalistas controladas por el poder, retórica conservadora y de renovación nacional, etc. La camarilla real reforzó su poder.
El rey mantuvo en política exterior su postura de neutralidad entre las democracias occidentales y las fascistas, tratando de reforzar las relaciones económicas con Alemania, que adquirieron una importancia mayor aún tras la anexión de Austria. A las pocas semanas de la implantación de la dictadura, los dirigentes de la Legión fueron arrestados. Codreanu fue condenado en un juicio amañado donde, sin embargo, gran parte de los cargos eran ciertos. Cientos de sus correligionarios fueron enviados a campos de concentración.

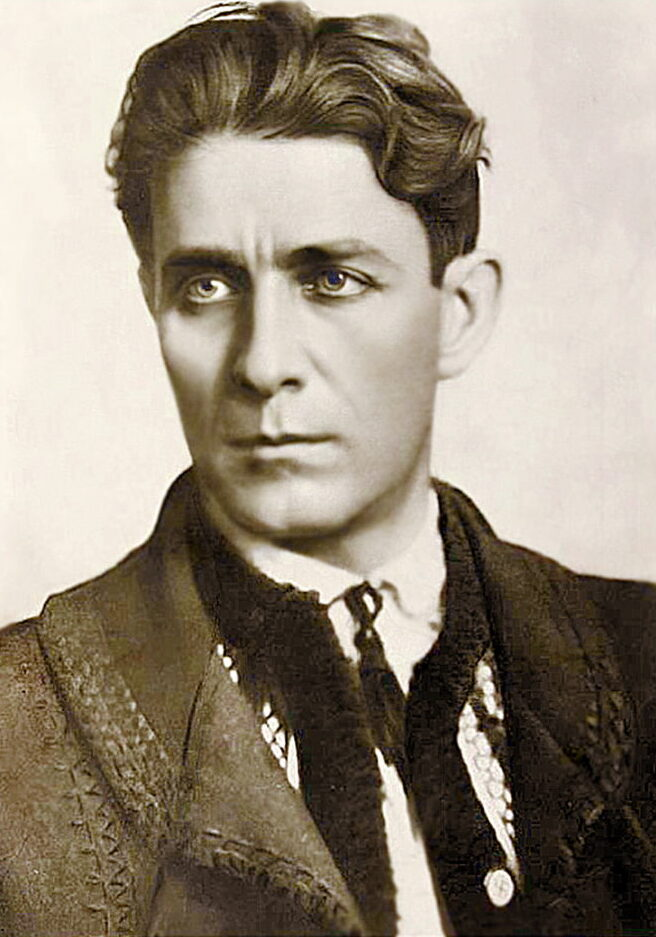
Corneliu Zelea Codreanu dirigente de la fascista Guardia de Hierro, que pasó de ser favorecida por Carlos a ser perseguida, siendo el propio Codreanu asesinado por orden del rey en 1938.

En septiembre, ante la crisis de Múnich Carlos decidió que, incluso en caso de un ataque húngaro a Checoslovaquia Rumanía no acudiría en auxilio de esta, a pesar de sus obligaciones como aliados en la Pequeña Entente, no deseando enfrentarse a Alemania. Tras el sometimiento a Alemania de la aliada Checoslovaquia en los Acuerdos de Múnich y las concesiones territoriales a la vecina Hungría, que mantenía reclamaciones territoriales sobre Transilvania en el Primer arbitraje de Viena, Carlos hizo un viaje a Londres, París y Berlín en noviembre de 1938. Mientras, la nueva dirección de la Legión, a pesar de las advertencias de Codreanu, llevó a cabo una campaña de atentados y violencia, sobre todo contra los judíos. El intento de asesinato del rector de la Universidad de Cluj, familiar de Călinescu, junto con los temores del rey por la amenaza revisionista de los países vecinos insinuada por Hitler en su entrevista de noviembre, selló el destino de Codreanu, que fue asesinado junto con otros legionarios la noche del 29 de noviembre de 1938 a las afueras de Bucarest. Fueron enterrados en una prisión militar y se anunció que su muerte se produjo cuando "trataban de escapar". Carlos había dado la orden a Călinescu desde Checoslovaquia, de regreso de su entrevista con Hitler.
En marzo de 1939, ante el aumento de la tensión internacional por la invasión alemana de Bohemia y Moravia y la ocupación húngara de Rutenia, Carlos decidió acelerar las conversaciones económicas con Alemania, cada vez más influyente en el sureste europeo, a la vez que alentaba el interés anglo-francés en la región, tratando de mantener su política de equilibrio entre las potencias. El 21 de septiembre de 1939, tres semanas después del estallido de la Segunda Guerra Mundial, el primer ministro Călinescu caía abatido a tiros por seis miembros de la Guardia de Hierro en una emboscada. Las represalias fueron terribles: en cada provincia tres miembros de la Guardia debían ser ejecutados y varias decenas fueron asesinados en los campos de concentración.

### Acercamiento al eje

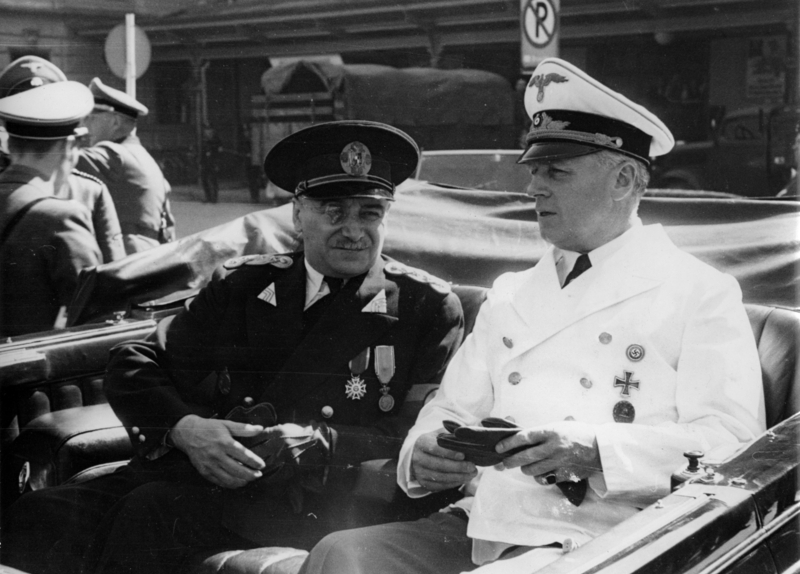
Ion Gigurtu (izquierda), último primer ministro de los gobiernos de la dictadura de Carlos y conocido partidario de Alemania, junto al ministro de exteriores alemán, Ribbentrop en julio de 1940.

El rey había perdido, sin  embargo, a su hombre de confianza y la situación internacional parecía dar la razón a los extremistas que habían defendido un acercamiento a las potencias fascistas, que en esos momentos estaban acabando con la resistencia polaca, uno de los más cercanos aliados de Rumanía. A finales de septiembre lamentó el rechazo británico a la propuesta de paz de Hitler, convencido de la necesidad de la unión entre ambos bandos para frenar lo que consideraba la principal amenaza para Europa y Rumanía, la Unión Soviética. A continuación trató de crear un bloque de países neutrales y ofreció su mediación a Hitler para lograr la paz entre este y el bloque anglo-francés, oferta que fue rechazada. La agrupación de naciones neutrales, que debía dirigir Italia, fracasó ante la renuencia búlgara a unirse a sus vecinos de la Entente de los Balcanes, previendo posibles ganancias territoriales por la guerra.
A principios de enero, el nuevo gobierno comenzó a liberar a los legionarios retenidos, en un gesto de acercamiento al Eje. En la primavera de 1940 ya se les animaba a entrar en el gobierno, se les concedía una amnistía y Sima hizo un llamamiento a sus seguidores a unirse al nuevo partido creado por el rey tres días antes del ultimátum soviético (26 de junio de 1940) que obligó  Rumanía a ceder Besarabia. La previsible derrota de Francia a mediados de mayo hizo que Carlos declarase al embajador alemán: el futuro de Rumanía depende únicamente de Alemania. El 27 de mayo de 1940 se firmó el acuerdo entre alemanes y rumanos que establecía un intercambio de armamento alemán (principalmente material polaco capturado) a cambio de petróleo rumano a precios de 1938, lo que aumentaba el abastecimiento germano y frustraba los intentos de los occidentales de evitar su compra aumentando los precios, que Alemania no podía pagar por su falta de divisas. El 21 de junio, un día antes de la rendición francesa, Carlos creó un nuevo partido único, el Partido de la Nación, donde se integró la Guardia de Hierro.
Ante la exigencia soviética de entrega de Besarabia y del norte de Bucovina Carlos decidió al principio enfrentarse a los soviéticos, pero, ante la negativa alemana a apoyarle, desistió y aceptó el ultimátum. El mismo día que las tropas soviéticas entraron en la región cedida (28 de junio de 1940), la Guardia de Hierro ingresó en el gobierno. Rumanía trató entonces de promulgar medidas antijudías y contrarias a los británicos para congraciarse con Alemania, pero era demasiado tarde. En el Segundo arbitraje de Viena Rumanía se vio obligada a ceder a Hungría el norte de Transilvania y al poco el sur de la Dobruja a Bulgaria. La política del rey había fracasado.

### Abdicación
El 3 de septiembre de 1940 los legionarios se sublevaron en Bucarest, Braşov y Constanza. Triunfante en las provincias, el levantamiento fracasó en la capital, pero desencadenó grandes manifestaciones. El rey se vio obligado a acudir al general Antonescu que, aunque crítico con el monarca, era el único que podía asegurarle el control del ejército, necesario para mantenerse en poder. Antonescu le concedió su apoyo a la vez que exigió su abdicación. El 6 de septiembre de 1940 el rey cedió y partió al exilio junto a su amante en un tren cargado de objetos de valor. Su hijo Miguel I fue nombrado sucesor.
En el momento de su abdicación Carlos era uno de los principales industriales del país, con acciones en 40 empresas y bancos rumanos y en algunos alemanes, como AEG o el Deutsche Bank.
Él y Magda Lupescu se casaron en Río de Janeiro el 13 de junio de 1947. Murió en el exilio en Portugal en 1953.
En febrero de 2003, próximo a cumplirse el quincuagésimo aniversario de su muerte en el exilio, los restos del rey Carlos II, padre de Miguel I, fueron repatriados de Portugal y enterrados en el monasterio ortodoxo de Curtea de Argeș.

## Títulos y tratamientos
Esta tabla aún no está actualizada. Puedes contribuir aportando información sobre títulos y tratamientos de esta persona.

## Distinciones honoríficas

### Distinciones honoríficas rumanas
- Gran maestre de la Orden de Carlos I (08/06/1930).
- Soberano Gran maestre de la  Orden de Miguel el Valiente (08/06/1930).
- Gran maestre de la Orden Estrella de Rumania (08/06/1930).
- Gran maestre de la Orden de la Corona de Rumania (08/06/1930).
- Soberano Gran maestre (y fundador) de la Orden del Fiel Servicio (1932).

### Distinciones honoríficas extranjeras
- Caballero de la Suprema Orden de la Santísima Anunciación ( Reino de Italia, 12/05/1913).[37]
- Caballero gran cruz de la Orden de los Santos Mauricio y Lázaro ( Reino de Italia, 12/05/1913).
- Caballero gran cruz de la Orden de la Corona de Italia ( Reino de Italia, 12/05/1913).
- Caballero de la Orden del Águila Blanca ( República de Polonia, 28/06/1937).
- Caballero de la Orden de la Jarretera ( Reino Unido, 15/11/1938).
- Banda de las Tres Órdenes ( República Portuguesa, 18/10/1939).

## Ancestros
| \| \| \| \| \| \| \| \| \| \| \| \| \| \| \| \| \| \| \| \| 16. Carlos, príncipe de Hohenzollern-Sigmaringen \| \| \| \| \| \| \| \| \| \| \| \| \| \| \| \| \| \| \| \| \| \| \| \| \| \| \| \| \| \| \| \| \| \| \| \| \| \| \| \| \| \| \| \| \| \| \| \| \| \| \| \| \| \| 8. Carlos Antonio, príncipe de Hohenzollern \| \| \| \| \| \| \| \| \| \| \| \| \| \| \| \| \| \| \| \| \| \| \| \| \| \| \| \| \| \| \| \| \| \| \| \| \| \| \| \| \| \| \| \| \| \| \| \| \| \| \| \| \| \| 17. Princesa María Antonieta Murat \| \| \| \| \| \| \| \| \| \| \| \| \| \| \| \| \| \| \| \| \| \| \| \| \| \| \| \| \| \| \| \| \| \| \| \| \| \| \| \| \| \| \| \| \| \| \| \| \| \| \| \| \| \| 4. Leopoldo, príncipe de Hohenzollern \| \| \| \| \| \| \| \| \| \| \| \| \| \| \| \| \| \| \| \| \| \| \| \| \| \| \| \| \| \| \| \| \| \| \| \| \| \| \| \| \| \| \| \| \| \| \| \| \| \| \| \| \| \| 18. Gran Duque Carlos II de Baden \| \| \| \| \| \| \| \| \| \| \| \| \| \| \| \| \| \| \| \| \| \| \| \| \| \| \| \| \| \| \| \| \| \| \| \| \| \| \| \| \| \| \| \| \| \| \| \| \| \| \| \| \| \| 9. Princesa Josefina de Baden \| \| \| \| \| \| \| \| \| \| \| \| \| \| \| \| \| \| \| \| \| \| \| \| \| \| \| \| \| \| \| \| \| \| \| \| \| \| \| \| \| \| \| \| \| \| \| \| \| \| \| \| \| \| 19. Estefanía de Beauharnais, princesa francesa \| \| \| \| \| \| \| \| \| \| \| \| \| \| \| \| \| \| \| \| \| \| \| \| \| \| \| \| \| \| \| \| \| \| \| \| \| \| \| \| \| \| \| \| \| \| \| \| \| \| \| \| \| \| 2. Fernando I de Rumania \| \| \| \| \| \| \| \| \| \| \| \| \| \| \| \| \| \| \| \| \| \| \| \| \| \| \| \| \| \| \| \| \| \| \| \| \| \| \| \| \| \| \| \| \| \| \| \| \| \| \| \| \| \| 20. Príncipe Fernando de Sajonia-Coburgo-Gotha \| \| \| \| \| \| \| \| \| \| \| \| \| \| \| \| \| \| \| \| \| \| \| \| \| \| \| \| \| \| \| \| \| \| \| \| \| \| \| \| \| \| \| \| \| \| \| \| \| \| \| \| \| \| 10. Fernando II de Portugal \| \| \| \| \| \| \| \| \| \| \| \| \| \| \| \| \| \| \| \| \| \| \| \| \| \| \| \| \| \| \| \| \| \| \| \| \| \| \| \| \| \| \| \| \| \| \| \| \| \| \| \| \| \| 21. Princesa María Antonia Koháry de Csábrág \| \| \| \| \| \| \| \| \| \| \| \| \| \| \| \| \| \| \| \| \| \| \| \| \| \| \| \| \| \| \| \| \| \| \| \| \| \| \| \| \| \| \| \| \| \| \| \| \| \| \| \| \| \| 5. Infanta Antonia de Portugal \| \| \| \| \| \| \| \| \| \| \| \| \| \| \| \| \| \| \| \| \| \| \| \| \| \| \| \| \| \| \| \| \| \| \| \| \| \| \| \| \| \| \| \| \| \| \| \| \| \| \| \| \| \| 22. Pedro I de Brasil y IV de Portugal \| \| \| \| \| \| \| \| \| \| \| \| \| \| \| \| \| \| \| \| \| \| \| \| \| \| \| \| \| \| \| \| \| \| \| \| \| \| \| \| \| \| \| \| \| \| \| \| \| \| \| \| \| \| 11. María II de Portugal \| \| \| \| \| \| \| \| \| \| \| \| \| \| \| \| \| \| \| \| \| \| \| \| \| \| \| \| \| \| \| \| \| \| \| \| \| \| \| \| \| \| \| \| \| \| \| \| \| \| \| \| \| \| 23. Archiduquesa María Leopoldina de Austria \| \| \| \| \| \| \| \| \| \| \| \| \| \| \| \| \| \| \| \| \| \| \| \| \| \| \| \| \| \| \| \| \| \| \| \| \| \| \| \| \| \| \| \| \| \| \| \| \| \| \| \| \| \| 1. Carlos II de Rumanía \| \| \| \| \| \| \| \| \| \| \| \| \| \| \| \| \| \| \| \| \| \| \| \| \| \| \| \| \| \| \| \| \| \| \| \| \| \| \| \| \| \| \| \| \| \| \| \| \| \| \| \| \| \| 24. Ernesto I, duque de Sajonia-Coburgo-Gotha \| \| \| \| \| \| \| \| \| \| \| \| \| \| \| \| \| \| \| \| \| \| \| \| \| \| \| \| \| \| \| \| \| \| \| \| \| \| \| \| \| \| \| \| \| \| \| \| \| \| \| \| \| \| 12. Príncipe Alberto de Sajonia-Coburgo-Gotha \| \| \| \| \| \| \| \| \| \| \| \| \| \| \| \| \| \| \| \| \| \| \| \| \| \| \| \| \| \| \| \| \| \| \| \| \| \| \| \| \| \| \| \| \| \| \| \| \| \| \| \| \| \| 25. Princesa Luisa de Sajonia-Gotha-Altenburgo \| \| \| \| \| \| \| \| \| \| \| \| \| \| \| \| \| \| \| \| \| \| \| \| \| \| \| \| \| \| \| \| \| \| \| \| \| \| \| \| \| \| \| \| \| \| \| \| \| \| \| \| \| \| 6. Alfredo, duque de Sajonia-Coburgo-Gotha \| \| \| \| \| \| \| \| \| \| \| \| \| \| \| \| \| \| \| \| \| \| \| \| \| \| \| \| \| \| \| \| \| \| \| \| \| \| \| \| \| \| \| \| \| \| \| \| \| \| \| \| \| \| 26. Príncipe Eduardo, duque de Kent y Strathearn \| \| \| \| \| \| \| \| \| \| \| \| \| \| \| \| \| \| \| \| \| \| \| \| \| \| \| \| \| \| \| \| \| \| \| \| \| \| \| \| \| \| \| \| \| \| \| \| \| \| \| \| \| \| 13. Victoria del Reino Unido \| \| \| \| \| \| \| \| \| \| \| \| \| \| \| \| \| \| \| \| \| \| \| \| \| \| \| \| \| \| \| \| \| \| \| \| \| \| \| \| \| \| \| \| \| \| \| \| \| \| \| \| \| \| 27. Princesa Victoria de Sajonia-Coburgo-Saalfeld \| \| \| \| \| \| \| \| \| \| \| \| \| \| \| \| \| \| \| \| \| \| \| \| \| \| \| \| \| \| \| \| \| \| \| \| \| \| \| \| \| \| \| \| \| \| \| \| \| \| \| \| \| \| 3. Princesa María de Edimburgo \| \| \| \| \| \| \| \| \| \| \| \| \| \| \| \| \| \| \| \| \| \| \| \| \| \| \| \| \| \| \| \| \| \| \| \| \| \| \| \| \| \| \| \| \| \| \| \| \| \| \| \| \| \| 28. Nicolás I de Rusia \| \| \| \| \| \| \| \| \| \| \| \| \| \| \| \| \| \| \| \| \| \| \| \| \| \| \| \| \| \| \| \| \| \| \| \| \| \| \| \| \| \| \| \| \| \| \| \| \| \| \| \| \| \| 14. Alejandro II de Rusia \| \| \| \| \| \| \| \| \| \| \| \| \| \| \| \| \| \| \| \| \| \| \| \| \| \| \| \| \| \| \| \| \| \| \| \| \| \| \| \| \| \| \| \| \| \| \| \| \| \| \| \| \| \| 29. Princesa Carlota de Prusia \| \| \| \| \| \| \| \| \| \| \| \| \| \| \| \| \| \| \| \| \| \| \| \| \| \| \| \| \| \| \| \| \| \| \| \| \| \| \| \| \| \| \| \| \| \| \| \| \| \| \| \| \| \| 7. Gran duquesa María Aleksándrovna de Rusia \| \| \| \| \| \| \| \| \| \| \| \| \| \| \| \| \| \| \| \| \| \| \| \| \| \| \| \| \| \| \| \| \| \| \| \| \| \| \| \| \| \| \| \| \| \| \| \| \| \| \| \| \| \| 30. Gran Duque Luis II de Hesse-Darmstadt \| \| \| \| \| \| \| \| \| \| \| \| \| \| \| \| \| \| \| \| \| \| \| \| \| \| \| \| \| \| \| \| \| \| \| \| \| \| \| \| \| \| \| \| \| \| \| \| \| \| \| \| \| \| 15. Princesa María de Hesse-Darmstadt \| \| \| \| \| \| \| \| \| \| \| \| \| \| \| \| \| \| \| \| \| \| \| \| \| \| \| \| \| \| \| \| \| \| \| \| \| \| \| \| \| \| \| \| \| \| \| \| \| \| \| \| \| \| 31. Princesa Guillermina de Baden \| \| \| \| \| \| \| \| \| \| \| \| \| \| \| \| \| \| \| \| \| \| \| \| \| \| \| \| \| \| \| \| \| \| \| \| \| \| \| \| \| \| \| \| \| \| \| \| \| \| \| \| |                                                   |  |  |  |  |  |  |  |  |  |  |  |  |  |  |  |
| |                                                   |  |  |  |  |  |  |  |  |  |  |  |  |  |  |  |
| | 16. Carlos, príncipe de Hohenzollern-Sigmaringen  |  |  |  |  |  |  |  |  |  |  |  |  |  |  |  |
| |                                                   |  |  |  |  |  |  |  |  |  |  |  |  |  |  |  |
| |                                                   |  |  |  |  |  |  |  |  |  |  |  |  |  |  |  |
| | 8. Carlos Antonio, príncipe de Hohenzollern       |  |  |  |  |  |  |  |  |  |  |  |  |  |  |  |
| |                                                   |  |  |  |  |  |  |  |  |  |  |  |  |  |  |  |
| |                                                   |  |  |  |  |  |  |  |  |  |  |  |  |  |  |  |
| | 17. Princesa María Antonieta Murat                |  |  |  |  |  |  |  |  |  |  |  |  |  |  |  |
| |                                                   |  |  |  |  |  |  |  |  |  |  |  |  |  |  |  |
| |                                                   |  |  |  |  |  |  |  |  |  |  |  |  |  |  |  |
| | 4. Leopoldo, príncipe de Hohenzollern             |  |  |  |  |  |  |  |  |  |  |  |  |  |  |  |
| |                                                   |  |  |  |  |  |  |  |  |  |  |  |  |  |  |  |
| |                                                   |  |  |  |  |  |  |  |  |  |  |  |  |  |  |  |
| | 18. Gran Duque Carlos II de Baden                 |  |  |  |  |  |  |  |  |  |  |  |  |  |  |  |
| |                                                   |  |  |  |  |  |  |  |  |  |  |  |  |  |  |  |
| |                                                   |  |  |  |  |  |  |  |  |  |  |  |  |  |  |  |
| | 9. Princesa Josefina de Baden                     |  |  |  |  |  |  |  |  |  |  |  |  |  |  |  |
| |                                                   |  |  |  |  |  |  |  |  |  |  |  |  |  |  |  |
| |                                                   |  |  |  |  |  |  |  |  |  |  |  |  |  |  |  |
| | 19. Estefanía de Beauharnais, princesa francesa   |  |  |  |  |  |  |  |  |  |  |  |  |  |  |  |
| |                                                   |  |  |  |  |  |  |  |  |  |  |  |  |  |  |  |
| |                                                   |  |  |  |  |  |  |  |  |  |  |  |  |  |  |  |
| | 2. Fernando I de Rumania                          |  |  |  |  |  |  |  |  |  |  |  |  |  |  |  |
| |                                                   |  |  |  |  |  |  |  |  |  |  |  |  |  |  |  |
| |                                                   |  |  |  |  |  |  |  |  |  |  |  |  |  |  |  |
| | 20. Príncipe Fernando de Sajonia-Coburgo-Gotha    |  |  |  |  |  |  |  |  |  |  |  |  |  |  |  |
| |                                                   |  |  |  |  |  |  |  |  |  |  |  |  |  |  |  |
| |                                                   |  |  |  |  |  |  |  |  |  |  |  |  |  |  |  |
| | 10. Fernando II de Portugal                       |  |  |  |  |  |  |  |  |  |  |  |  |  |  |  |
| |                                                   |  |  |  |  |  |  |  |  |  |  |  |  |  |  |  |
| |                                                   |  |  |  |  |  |  |  |  |  |  |  |  |  |  |  |
| | 21. Princesa María Antonia Koháry de Csábrág      |  |  |  |  |  |  |  |  |  |  |  |  |  |  |  |
| |                                                   |  |  |  |  |  |  |  |  |  |  |  |  |  |  |  |
| |                                                   |  |  |  |  |  |  |  |  |  |  |  |  |  |  |  |
| | 5. Infanta Antonia de Portugal                    |  |  |  |  |  |  |  |  |  |  |  |  |  |  |  |
| |                                                   |  |  |  |  |  |  |  |  |  |  |  |  |  |  |  |
| |                                                   |  |  |  |  |  |  |  |  |  |  |  |  |  |  |  |
| | 22. Pedro I de Brasil y IV de Portugal            |  |  |  |  |  |  |  |  |  |  |  |  |  |  |  |
| |                                                   |  |  |  |  |  |  |  |  |  |  |  |  |  |  |  |
| |                                                   |  |  |  |  |  |  |  |  |  |  |  |  |  |  |  |
| | 11. María II de Portugal                          |  |  |  |  |  |  |  |  |  |  |  |  |  |  |  |
| |                                                   |  |  |  |  |  |  |  |  |  |  |  |  |  |  |  |
| |                                                   |  |  |  |  |  |  |  |  |  |  |  |  |  |  |  |
| | 23. Archiduquesa María Leopoldina de Austria      |  |  |  |  |  |  |  |  |  |  |  |  |  |  |  |
| |                                                   |  |  |  |  |  |  |  |  |  |  |  |  |  |  |  |
| |                                                   |  |  |  |  |  |  |  |  |  |  |  |  |  |  |  |
| | 1. Carlos II de Rumanía                           |  |  |  |  |  |  |  |  |  |  |  |  |  |  |  |
| |                                                   |  |  |  |  |  |  |  |  |  |  |  |  |  |  |  |
| |                                                   |  |  |  |  |  |  |  |  |  |  |  |  |  |  |  |
| | 24. Ernesto I, duque de Sajonia-Coburgo-Gotha     |  |  |  |  |  |  |  |  |  |  |  |  |  |  |  |
| |                                                   |  |  |  |  |  |  |  |  |  |  |  |  |  |  |  |
| |                                                   |  |  |  |  |  |  |  |  |  |  |  |  |  |  |  |
| | 12. Príncipe Alberto de Sajonia-Coburgo-Gotha     |  |  |  |  |  |  |  |  |  |  |  |  |  |  |  |
| |                                                   |  |  |  |  |  |  |  |  |  |  |  |  |  |  |  |
| |                                                   |  |  |  |  |  |  |  |  |  |  |  |  |  |  |  |
| | 25. Princesa Luisa de Sajonia-Gotha-Altenburgo    |  |  |  |  |  |  |  |  |  |  |  |  |  |  |  |
| |                                                   |  |  |  |  |  |  |  |  |  |  |  |  |  |  |  |
| |                                                   |  |  |  |  |  |  |  |  |  |  |  |  |  |  |  |
| | 6. Alfredo, duque de Sajonia-Coburgo-Gotha        |  |  |  |  |  |  |  |  |  |  |  |  |  |  |  |
| |                                                   |  |  |  |  |  |  |  |  |  |  |  |  |  |  |  |
| |                                                   |  |  |  |  |  |  |  |  |  |  |  |  |  |  |  |
| | 26. Príncipe Eduardo, duque de Kent y Strathearn  |  |  |  |  |  |  |  |  |  |  |  |  |  |  |  |
| |                                                   |  |  |  |  |  |  |  |  |  |  |  |  |  |  |  |
| |                                                   |  |  |  |  |  |  |  |  |  |  |  |  |  |  |  |
| | 13. Victoria del Reino Unido                      |  |  |  |  |  |  |  |  |  |  |  |  |  |  |  |
| |                                                   |  |  |  |  |  |  |  |  |  |  |  |  |  |  |  |
| |                                                   |  |  |  |  |  |  |  |  |  |  |  |  |  |  |  |
| | 27. Princesa Victoria de Sajonia-Coburgo-Saalfeld |  |  |  |  |  |  |  |  |  |  |  |  |  |  |  |
| |                                                   |  |  |  |  |  |  |  |  |  |  |  |  |  |  |  |
| |                                                   |  |  |  |  |  |  |  |  |  |  |  |  |  |  |  |
| | 3. Princesa María de Edimburgo                    |  |  |  |  |  |  |  |  |  |  |  |  |  |  |  |
| |                                                   |  |  |  |  |  |  |  |  |  |  |  |  |  |  |  |
| |                                                   |  |  |  |  |  |  |  |  |  |  |  |  |  |  |  |
| | 28. Nicolás I de Rusia                            |  |  |  |  |  |  |  |  |  |  |  |  |  |  |  |
| |                                                   |  |  |  |  |  |  |  |  |  |  |  |  |  |  |  |
| |                                                   |  |  |  |  |  |  |  |  |  |  |  |  |  |  |  |
| | 14. Alejandro II de Rusia                         |  |  |  |  |  |  |  |  |  |  |  |  |  |  |  |
| |                                                   |  |  |  |  |  |  |  |  |  |  |  |  |  |  |  |
| |                                                   |  |  |  |  |  |  |  |  |  |  |  |  |  |  |  |
| | 29. Princesa Carlota de Prusia                    |  |  |  |  |  |  |  |  |  |  |  |  |  |  |  |
| |                                                   |  |  |  |  |  |  |  |  |  |  |  |  |  |  |  |
| |                                                   |  |  |  |  |  |  |  |  |  |  |  |  |  |  |  |
| | 7. Gran duquesa María Aleksándrovna de Rusia      |  |  |  |  |  |  |  |  |  |  |  |  |  |  |  |
| |                                                   |  |  |  |  |  |  |  |  |  |  |  |  |  |  |  |
| |                                                   |  |  |  |  |  |  |  |  |  |  |  |  |  |  |  |
| | 30. Gran Duque Luis II de Hesse-Darmstadt         |  |  |  |  |  |  |  |  |  |  |  |  |  |  |  |
| |                                                   |  |  |  |  |  |  |  |  |  |  |  |  |  |  |  |
| |                                                   |  |  |  |  |  |  |  |  |  |  |  |  |  |  |  |
| | 15. Princesa María de Hesse-Darmstadt             |  |  |  |  |  |  |  |  |  |  |  |  |  |  |  |
| |                                                   |  |  |  |  |  |  |  |  |  |  |  |  |  |  |  |
| |                                                   |  |  |  |  |  |  |  |  |  |  |  |  |  |  |  |
| | 31. Princesa Guillermina de Baden                 |  |  |  |  |  |  |  |  |  |  |  |  |  |  |  |
| |                                                   |  |  |  |  |  |  |  |  |  |  |  |  |  |  |  |
| |                                                   |  |  |  |  |  |  |  |  |  |  |  |  |  |  |  |

| Predecesor: Miguel I | Rey de Rumanía 1930-1940 | Sucesor: Miguel I |